# Sungai Sampit
Sungai Sampit är ett vattendrag i Indonesien.   Det ligger i provinsen Kalimantan Tengah, i den västra delen av landet, 800 km nordost om huvudstaden Jakarta.